# Hôtel de Wereld

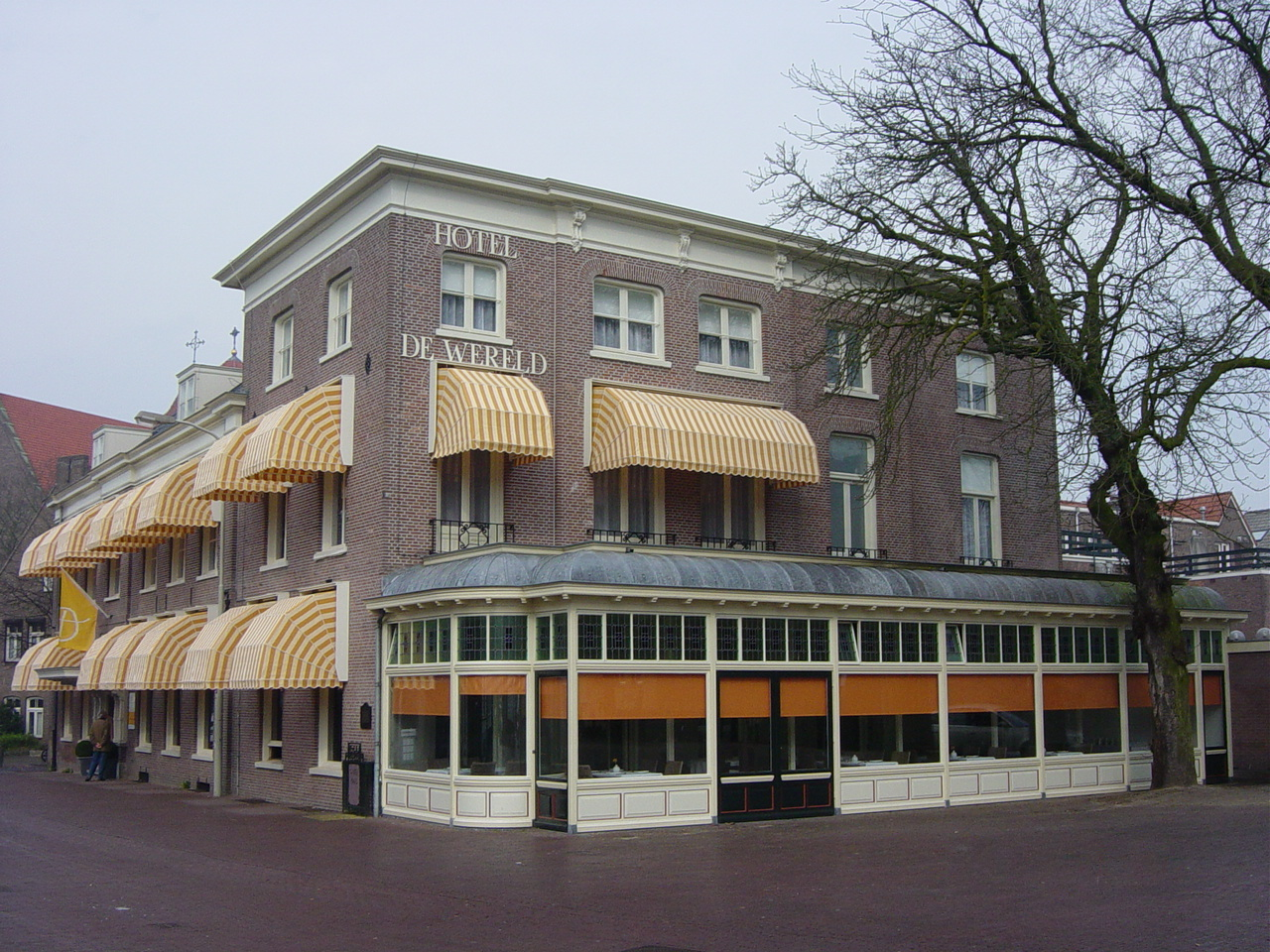
L'hôtel de Wereld aujourd'hui.

L'hôtel de Wereld (signifiant en néerlandais Hôtel Le Monde) à Wageningen dans le centre des Pays-Bas a été le lieu de la capitulation des troupes allemandes dans ce pays, les 5 et 6 mai 1945, et marque la fin de l'occupation allemande aux Pays-Bas  pendant la Seconde Guerre mondiale.
Le 6 mai 1945, le général allemand  Blaskowitz se rend au général canadien Charles Foulkes, ce qui met fin à la Seconde Guerre mondiale sur le territoire néerlandais. Les deux officiers négocièrent le terme de la capitulation à l'hôtel de Wereld.
Cet événement historique est depuis commémoré annuellement comme le jour de la libération.

## Histoire
En 1669, Jacob Meijnsen possède une auberge à l'extérieur des portes de la ville de Wageningen[réf. nécessaire]. C'est un lieu d'étape entre Utrecht et Arnhem. L'auberge apparait sur la carte de Gerard Passevant en 1676. En 1814, le plus vieux tableau connu de l'hôtel est peint, cette peinture est une commande de Gerrit Steuk quand il devint propriétaire de l'auberge. En 1852 un nouvel hôtel, l'hôtel actuel, est construit sur les fondations de l'ancien. En 1872 une nouvelle extension de trois étages est construite.
Depuis 2004 c'est de nouveau un hôtel et un restaurant. Le restaurant O Mundo de l'hôtel a une étoile au guide Michelin.

## Seconde Guerre mondiale

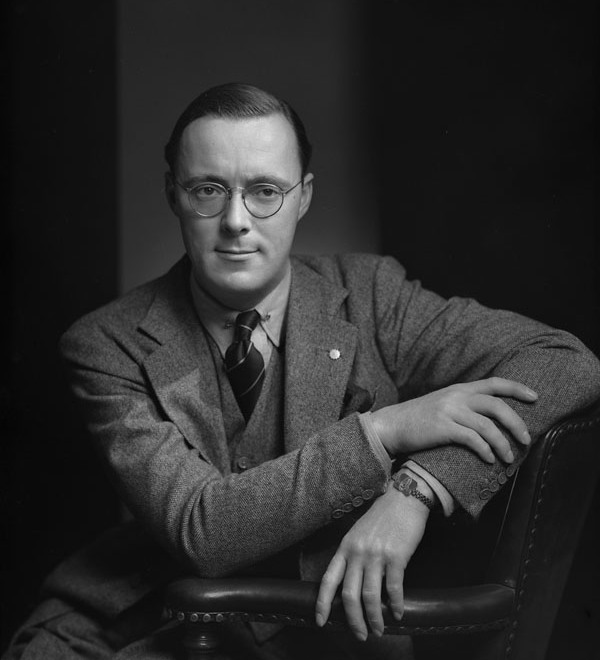
Le Prince Bernhard de Lippe-Biesterfeld en 1942.

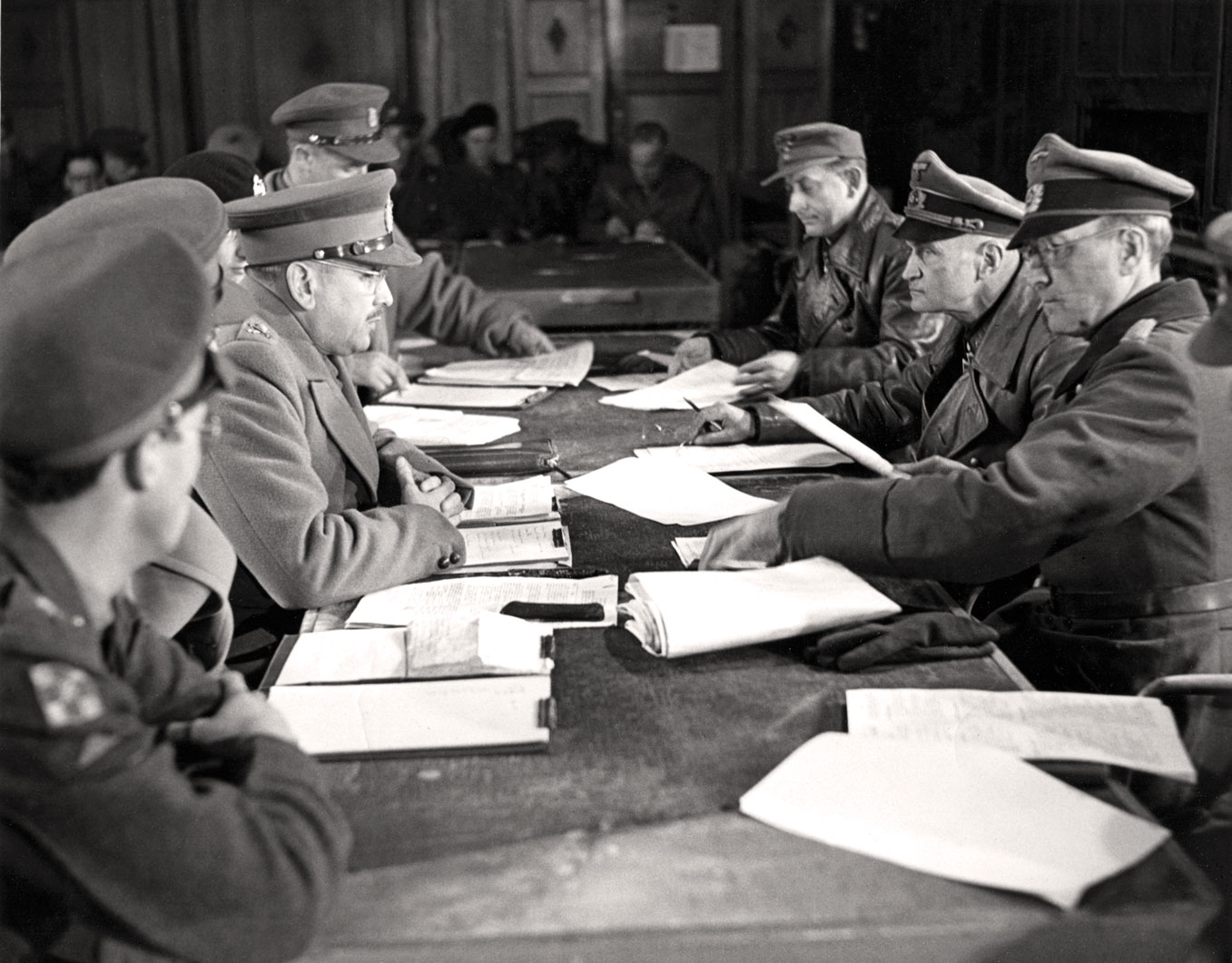
Signature de la capitulation.

Lorsque le Maréchal britannique Montgomery atteint Lübeck et la mer Baltique au début de mai 1945, les troupes allemandes au Danemark et d'une partie des Pays-Bas se trouvèrent isolées. Sans combats majeurs, elles  se rendirent à Montgomery le 4 mai dans la Lande de Lunebourg. Le 5 mai, les négociations pour la reddition des troupes allemandes des Pays-Bas eurent lieu dans l'hôtel. Les généraux canadiens Charles Foulkes et George Kitching, le Prince Bernhard, représentant les forces néerlandaises et les généraux allemands Johannes Blaskowitz et Paul Reichelt participaient à cette négociation. Le 6 mai, la signature officielle de la capitulation se déroula dans une salle de la Landbouwhogeschool, l'université agricole de la ville (actuelle université de Wageningue) située alors à côté de l'hôtel. Le stylo utilisé pour la signature est exposé dans le musée local de  Casteelse poort (en français « la porte des châteaux »).
Le 8 juillet 1945, une plaque de bronze fut fixée sur le mur de l'hôtel par les Canadiens. Le 9 juillet, le Prince Bernhard dévoila la plaque qui avait été donnée par le général Foulkes en mémoire de l'acte de capitulation signé à Wageningen quelques jours plus tôt.
En 1975, l'hôtel fut entièrement restauré et fut inauguré par le  Prince Bernhard, qui représentait les Pays-Bas lors de la capitulation.

## Les différents monuments
|  |  |  |